# Halliburton
Halliburton è un'azienda multinazionale la cui sede si trova a Houston, negli Stati Uniti d'America. Operante in oltre 120 Paesi, è un gruppo specializzato in lavori pubblici e nello sfruttamento dei giacimenti petroliferi. Gestisce anche una compagnia militare privata con interventi in conflitti in varie parti del mondo, della quale ex Ceo è stato Dick Cheney nel periodo in cui era vicepresidente degli Stati Uniti.

## Storia del gruppo aziendale

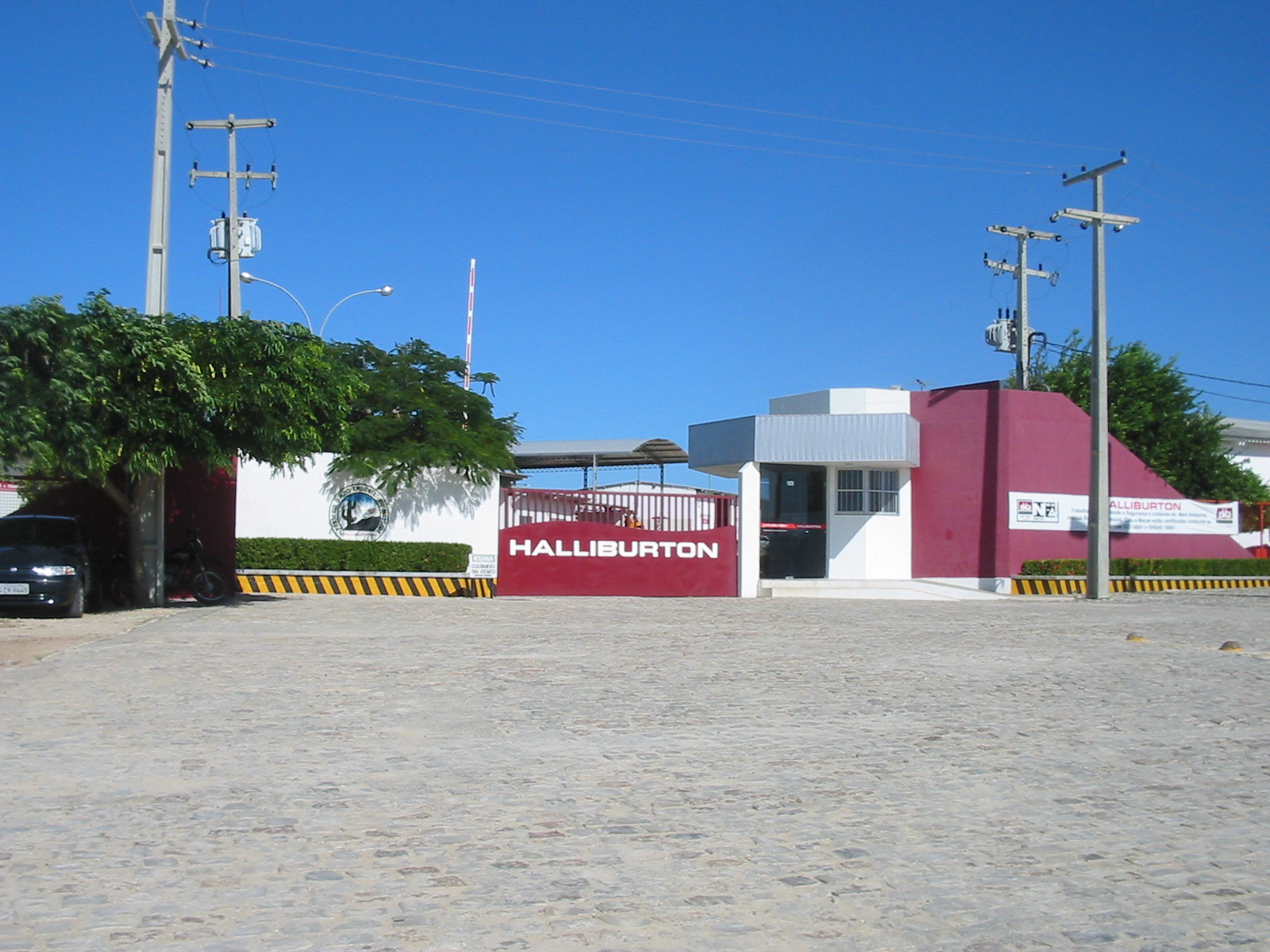
Ufficio di Halliburton a Mossoró, Brasile

Negli ultimi anni dell'Ottocento l'imprenditore e ingegnere Solomon Dresser fonda la Dresser Industries. Nel 1900 Morris W. Kellogg fonda la M.W. Kellogg, azienda specializzata nella costruzione di tubature (piping). La Halliburton fu fondata nel 1919 da Erle Halliburton, con il nome di New Method Oil Well Cementing Company in Oklahoma. Nello stesso anno i fratelli George e Herman Brown assieme al loro fratellastro Dan Root fondavano la Brown & Root (una compagnia di costruzione ed ingegneria) a Dallas, nel Texas. La Brown & Root si afferma come compagnia per la costruzione di strade. Nel 1947 la Brown & Root costruisce la prima piattaforma petrolifera al mondo di tipo offshore. Nel 1957 muore il fondatore, Erle Halliburton. Nel 1962 Halliburton acquisisce la Brown & Root.
Nel 1988 la Dresser acquisisce la M.W. Kellogg Nel 1998 Halliburton acquisisce la Dresser Industries (fornitrice di servizi integrati e project management per l'industria petrolifera). Nel 2002 la Halliburton annuncia la creazione di gruppi: la Halliburton's Energy Services Group (gruppo di ingegneria) e la KBR (o Kellogg Brown and Root, gruppo di costruzione), in modo da suddividere la gestione della Halliburton. Nel dicembre 2011 la Halliburton viene accusata da parte di BP di avere intenzionalmente cancellato delle prove chiave relative al disastro della Deepwater Horizon del 2010. L'azienda petrolifera britannica chiese un risarcimento da 20 miliardi di dollari.

## Stabilimenti e produzione
Stabilimenti e produzione della Halliburton:
Arabia Saudita
- Arabian Rockbits and Drilling Tools Company, Ltd.

Bahrain
- Security dBS (MEM) E.C (20%)

Barbados
- Kellogg Foreign Sales Corporation
- Landmark Sales Corporation
- Grove Foreign Sales Corporation
- Shaw International Ltd (50%)

Bermude
- Professional Resources Ltd
- Property and Casualty Insurance, Ltd

Bosnia-Erzegovina
- KBR: Supporto alle truppe degli Stati Uniti nei Balcani

Brunei
- Subtec Laut Sdn. Bhd
- Mashhor Well Services Sdn Bhd (60%)

Cipro
- CEBO Cyprus Ltd (50%)
- Chalfont Ltd
- Uniglobe Engineering Ltd (50%)
- Bredero-Price Custom Coating Ltd (50%)
- Kellogg Intercontinental Ltd
- Vosnoc Ltd (50%)
- SIF Overseas Trading Ltd (50%)
- Bredero Price (Middle East) Ltd (50%)
- Sperry Sun Drilling Services (Cyprus) Ltd
- Bredero Price (West Africa) Ltd (50%)
- Kapeq Trading Ltd (50%)

Cuba
- Guantanamo: Costruzione di un nuovo centro di detenzione

Emirati Arabi Uniti
- Headquarters per l'Asia e il Medio Oriente: Produzione

Filippine
- Brown & Root Industrial Services Philippines

Guam
- KDC Foreign Sales Corporation (50%)
- Dresser Foreign Sales Corporation

Hong-Kong
- Kinhill Advance Ltd (50%)

Isole Cayman
- Halliburton Products & Services
- Avalon Financial Services, Ltd
- Brown & Root Cayman Holdings, Inc
- MWKL Field Services Ltd
- Kellogg ISL Ltd
- Halliburton Global, Ltd
- Overseas Administration Services, Ltd
- Halliburton Offshore Services, Inc
- Kellogg International Services Ltd
- Petroleum and Industrial Maintenance Company Ltd (30%)
- Kellogg-Chiyoda Services, Inc (51%)
- Halliburton Worldwide Ltd
- International Administrative Services Ltd
- Service Employees International, Inc
- Halliburton Geophysical Services (Cayman) Ltd
- Dresser-Rand C. I. Ltd (51%)
- Halliburton Energy Development Ltd
- Halliburton West Africa Ltd
- Halson Financial Services Ltd
- Walbridge Brown & Root International LLC (50%)
- Halliburton Overseas Ltd
- Caspian Transco Inc (51%)
- Baroid Caribbean Ltd
- International Oil Field Engineering Ltd (51%)
- Halliburton Energy Development (Kazakhstan) Ltd

Isole Maurizio
- Asian Marine Contractors Ltd:

Isole Salomone
- Kinhill Kramer Solomon Islands Pty Ltd

Isole Tonga
- Kinhill Kramer (Tonga) Ltd

Isole Vergini Britanniche
- Brown & Root NA Ltd (50%)

Iran
- South Pars

Iraq
- Base militare Anaconda, 30 000 soldati: infrastrutture e logistica
- Sous-traitance (Subfornitura?), dal 2001, i dipendenti Halliburton in Iraq hanno preparato 375 milioni di pasti, consegnato 2,16 miliardi di litri di carburanti militari, trasportato 86 milioni di tonnellate di corrispondenza…
- Riparazione delle infrastrutture petrolifere, servizi di logistica per le forze armate, pasti ed elettricità
- Servizio antincendio

Irlanda
- Dresser Ireland Finance Co

isola di Jersey
- Brown & Root (Overseas) Ltd
- AOC Services Ltd

ex Jugoslavia
- KBR: Supporto alle truppe degli Stati Uniti nei Balcani

Liechtenstein
- Dresser Anstalt
- Dresser AG

Madera
- TSKJ joint-Venture

Messico
- Parco industriale del Norte

Nigeria
- Delta del Niger: produzione di GPL (Gas di Petrolio Liquefatto, 34.000 barili al giorno
- coltivazione ed estrazione mediante piattaforme offshore di petrolio e gas naturale

Panama
- Landmark America Latina, SA
- Brown & Root International, Inc
- Kellogg Overseas Services Corp
- Sub Sea Worldwide, Inc
- HGS Enterprises Inc
- Sub Sea Overseas, Inc
- Halliburton Latin America SA

Qatar
- Pearl: impianto di estrazione di gas liquido (Production, Gas to Liquid plant)

Singapore
- Masoneilan (S.E.A.) Private Ltd
- Dresser Singapore Pte. Ltd
- Halliburton Singapore Pte Ltd
- Baroid (Far East) Pte. Ltd
- DB Stratabit Pte. Ltd
- Dresser-Rand (SEA) Pte. Ltd

Svizzera
- Dresser-Rand Services, S.a.r.L (51%)
- Dresser-Rand Compression Services, S.A (51%)

Thailandia
- Halliburton Group Canada, Inc., HBR

Trinidad e Tobago
- Baroid Trinidad Services Ltd (50%)
- Halliburton Trinidad, Ltd

Uzbekistan
- Fornitura pasti alle truppe Statunitensi

Vanuatu
- Kinhill Kramer (Vanuatu) Ltd

Venezuela
- Brown & Root GEMSA, S.A. : S.A.